# Dinera miranda
Dinera miranda là một loài ruồi trong họ Tachinidae.